# Marienkirche (Brandshagen)

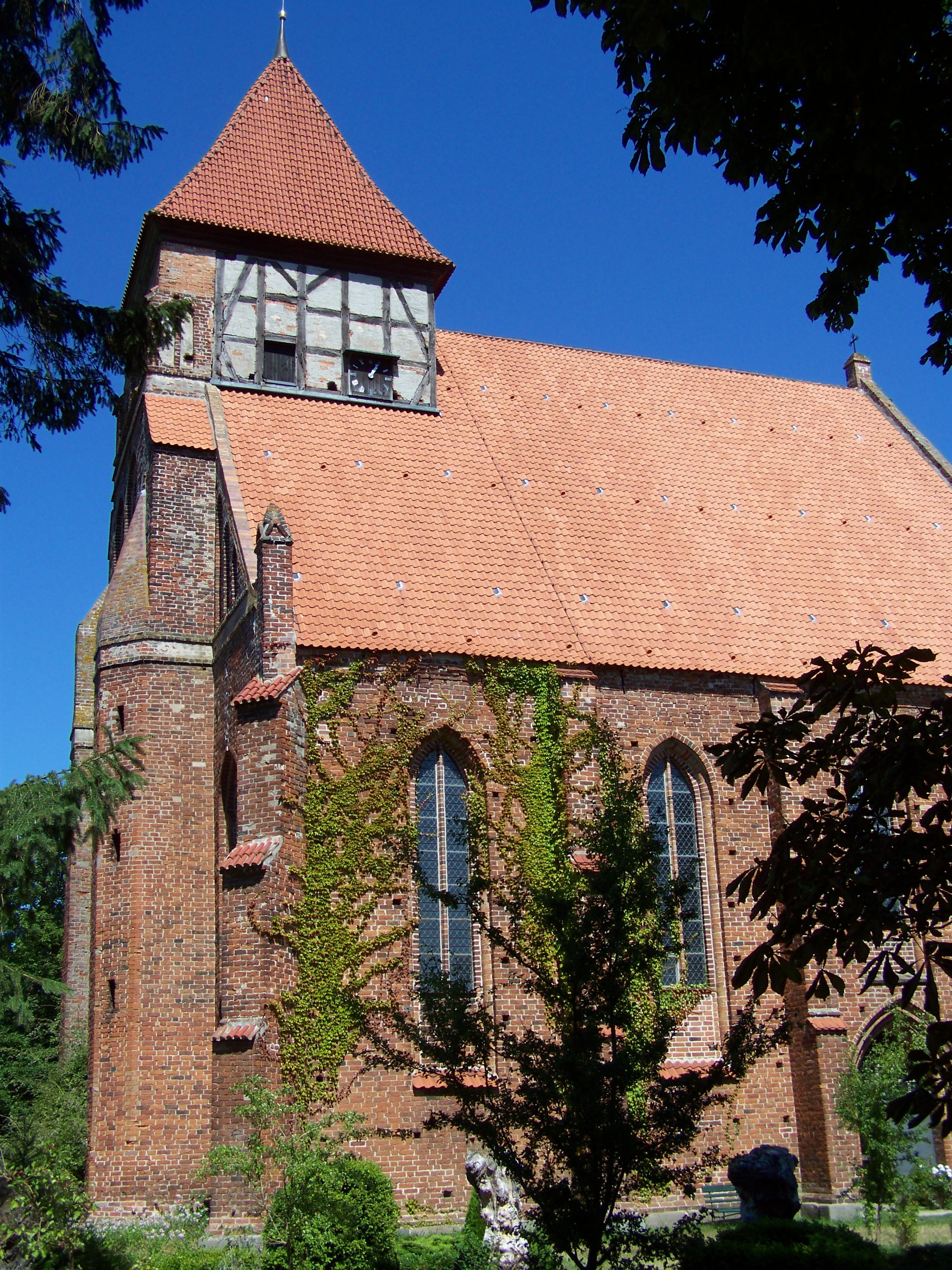
Die Dorfkirche in Brandshagen

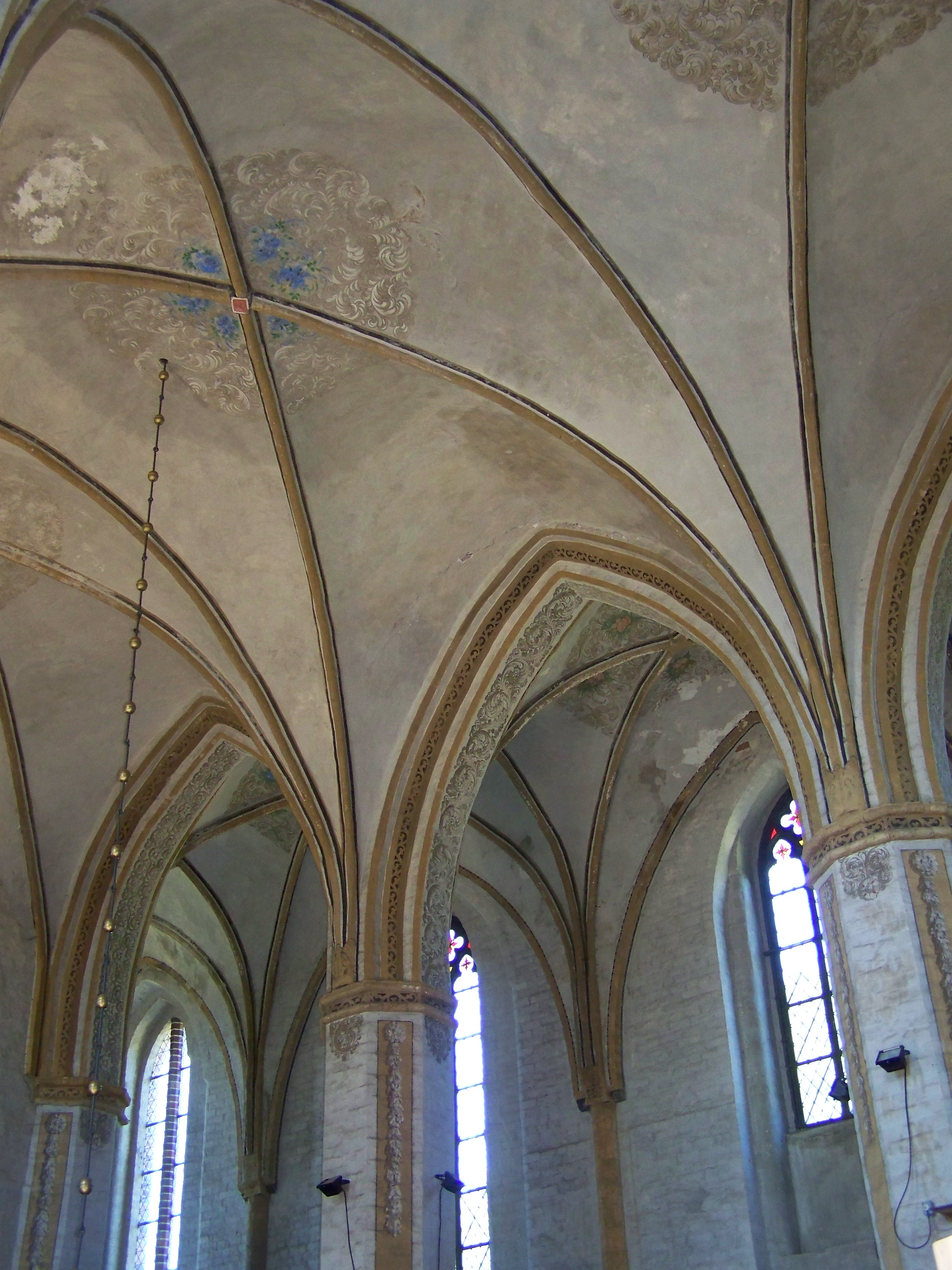
Decke der Kirche mit Malereien

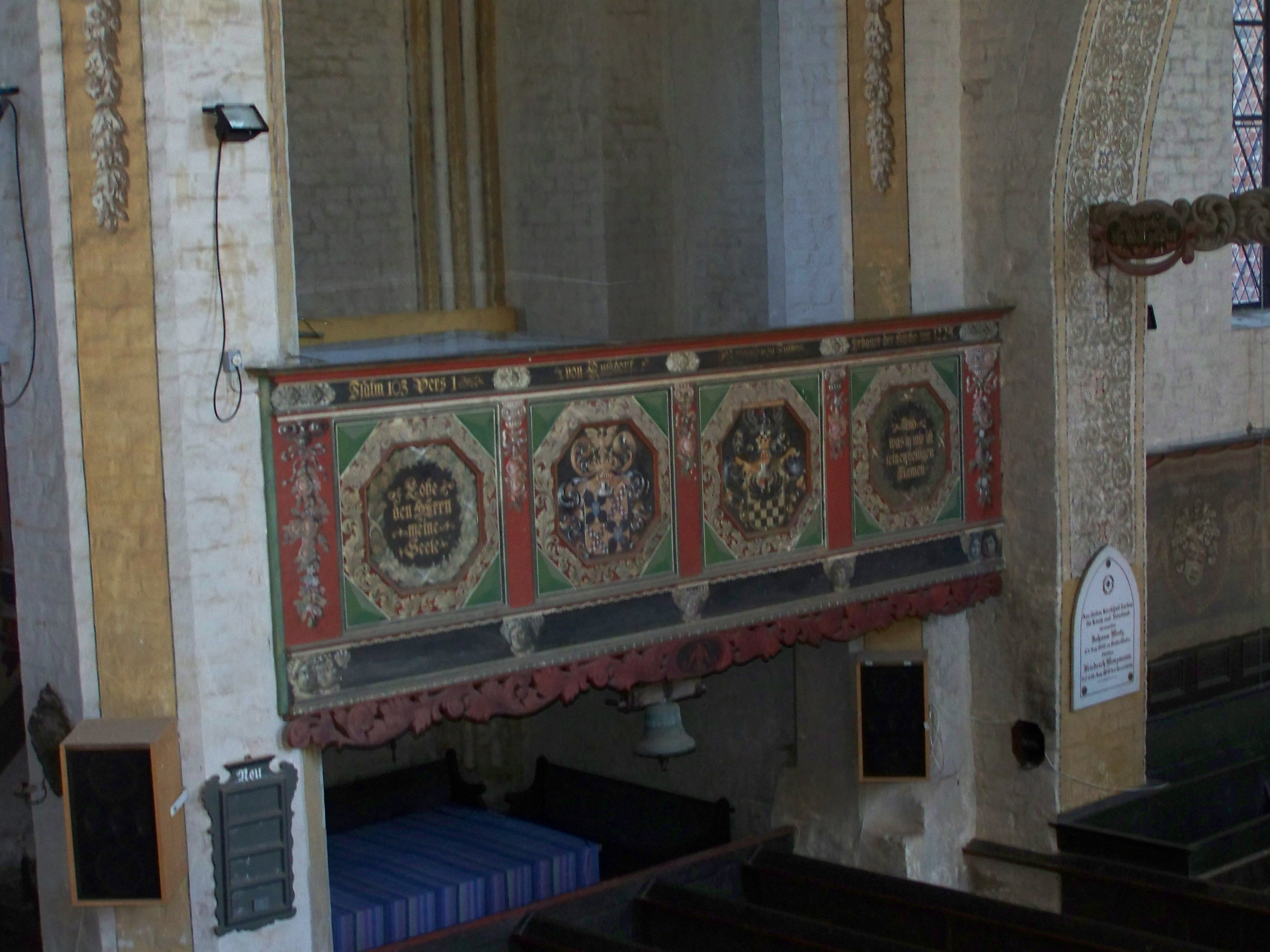
Patronatsgestühl mit Glocke

Die Marienkirche Brandshagen ist eine aus dem 13. Jahrhundert stammende Dorfkirche im vorpommerschen Ortsteil Brandshagen der Gemeinde Sundhagen. Sie zählt zu den größten Dorfkirchen in Norddeutschland.

## Geschichte
Die Kirche wurde erstmals 1249 urkundlich erwähnt. Sie wurde von Zisterziensern errichtet und ist eine Stiftung des Rügenfürsten Borante von Putbus. 
Zunächst wurden der gotische, zweijochige, eingezogene, querrechteckige Chor mit Kreuzrippengewölbe, die Ostwand des Langhauses und die Sakristei errichtet. Anfang des 14. Jahrhunderts kamen das gotische, vierjochige, kreuzrippengewölbte, dreischiffige Kirchenschiff der Hallenkirche und der westliche in das Kirchenschiff einbezogene Kirchturm hinzu. Das obere Turmgeschoss wurde teilweise im Fachwerkstil als Dachreiter gebaut. Äußere abgetreppte Strebepfeiler stützen die Backsteinwände. 
1905/1906 fand auf Veranlassung der damaligen Kirchenpatronin, Helene von Bismarck-Bohlen auf Niederhof, die letzte größere Renovierung statt. Allerdings wurde der größte Teil der damals freigelegten mittelalterlichen Wandmalereien wieder übertüncht, weil man eine Wiederherstellung nicht für lohnend hielt.

## Ausstattung
Die Kirche verfügt über eine reiche Ausstattung, so Fresken aus dem 13./14. Jahrhundert, ein aus dem 13. Jahrhundert stammender Taufstein aus Kalkstein. Das Triumphkreuz wurde im 15. Jahrhundert gefertigt, der Barockaltar soll aus der Werkstatt des Stralsunders Max Broder von 1706/1707 stammen. Die Empire-Kanzel stammt aus dem 18. Jahrhundert. In der Kirche an einem Patronatsgestühl hängt die Gutsglocke von Schönhof.
An der Ostwand des südlichen Seitenschiffs hängt ein Gemälde, das Maria mit dem Kind, sitzend vor einem Mauerstück mit einer Blätterranke, darstellt. Es handelt sich um eine Kopie nach Bartolomé Esteban Murillos „Zigeunermadonna“.
Die Orgel ist ein Werk von Franz Beyer aus dem Jahr 1922 mit elf Registern und pneumatischer Traktur.
2002 erhielt die Kirche zwei neue Glocken.

## Gemeinde
Die evangelische Kirchgemeinde gehört seit 2012 zur Propstei Stralsund im Pommerschen Evangelischen Kirchenkreis der Evangelisch-Lutherischen Kirche in Norddeutschland. Vorher gehörte sie zum Kirchenkreis Demmin der Pommerschen Evangelischen Kirche. 
Zu den Pfarrern, die hier wirkten, gehört der Theologe und Kunsthistoriker Wilhelm Wiesener.
Die katholische Gemeinde, die zum Dekanat Vorpommern im Erzbistum Berlin gehört, nutzt die Kirche ebenfalls.